# Potoczek (gromada w powiecie zamojskim, 1954–1959)
Potoczek – dawna gromada, czyli najmniejsza jednostka podziału terytorialnego Polskiej Rzeczypospolitej Ludowej w latach 1954–1972.
Gromady, z gromadzkimi radami narodowymi (GRN) jako organami władzy najniższego stopnia na wsi, funkcjonowały od reformy reorganizującej administrację wiejską przeprowadzonej jesienią 1954 do momentu ich zniesienia z dniem 1 stycznia 1973, tym samym wypierając organizację gminną w latach 1954–1972.
Gromadę Potoczek z siedzibą GRN w Potoczku utworzono – jako jedną z 8759 gromad na obszarze Polski – w powiecie zamojskim w woj. lubelskim na mocy uchwały nr 18 WRN w Lublinie z dnia 5 października 1954. W skład jednostki weszły obszary dotychczasowych gromad Adamów, Czarnowoda, Potoczek, Szewnia Górna i Szewnia Dolna ze zniesionej gminy Suchowola w tymże powiecie. Dla gromady ustalono 18 członków gromadzkiej rady narodowej.
1 stycznia 1960 gromadę zniesiono, włączając jej obszar do również znoszonej gromady Suchowola w tymże powiecie.
Gromada Potoczek (lecz o innym składzie) istniała w powiecie zamojskim także w latach 1962–1972.